# 言霊の女たち。
「言霊の女たち。」（ことだまのおんなたち。）は、2010年7月5日から7月26日にauのLISMO Channelにて配信されたノースリーブス主演のKDDI au LISMOオリジナルドラマ。
2011年6月には、続編の「続・言霊の女たち。」が配信された。本項目ではこちらについても記述する。

## 言霊の女たち。
2010年7月5日から7月26日の間、auのLISMO Channelにて配信された。全4話。

### 内容
元ヤンキーの売れないモデル・エリナ、青森出身の法学部生・アスカ、アニメオタクのミズキ。3人はひょんなことから謎の組織に誘われ、悩める若者たちを“言葉の力”で解決していく。

### キャスト
- ノースリーブス from AKB48
  - エリナ - 小嶋陽菜
  - アスカ - 高橋みなみ
  - ミズキ - 峯岸みなみ
- 井上悟 - 田中圭
- 岩崎信二 - 鈴木拓（ドランクドラゴン）
- 今井雪乃 - 鳥居みゆき
- マキ - 佐藤仁美
- テル - 高橋努
- 真人 - 新井浩文

### スタッフ
- 主題歌 - 『君しか』ノースリーブス
- 監督・脚本 - タカハタ秀太
- 制作 - ROBOT
- 企画・製作 - KDDI、ROBOT

### サブタイトル
1. 就職浪人に希望の練乳を
2. 孤独な破産者にイチゴパンツで友情を
3. 歪な美女に鏡越しの愛を

### DVD
- 言霊の女たち。（2010年11月26日発売、発売元：KDDI・ROBOT、販売元：東宝）

## 続・言霊の女たち。
前作「言霊の女たち。」の続編。2011年6月3日から6月24日の間LISMO Channel(Video)で配信された。また、J:COMとJCNのコミュニティチャンネルで放送されている「LISMOドラマスペシャル」でも放送。全4話。

### 内容
偉人・著名人の言霊の力で人生の迷う人々を導く謎の組織のメンバー、ハルナ。師匠から渡された命令カードを元に、再びミッションが始まる!。今作では、妄想癖の四十女、愛をはき違えたナルシスト、情熱を無くした大阪女の3名が、人生の迷う人々として登場する。

### キャスト
- ノースリーブス from AKB48
  - ハルナ - 小嶋陽菜（主役）

その壱ではOL、その弐ではバーテンダー、その参では移動たい焼き屋の店主にそれぞれ扮して登場する。
  - 高橋みなみ（第1話オープニングのみ出演）
  - 峯岸みなみ（第1話オープニングのみ出演）
- みゆき - 鳥居みゆき（その壱）
- スピードワゴン
  - 健司 - 井戸田潤（その壱）
  - 鎌田 - 小沢一敬（その弐）
- K子 - 江口のりこ（その参）
- ホームレス - 木下ほうか（その参）
- 謎の組織の師匠（ボス） - せんだみつお
- OL（みゆき・K子の後輩、鎌田とバーで同席した女性客） - おかもとまり

### サブタイトル
1. その壱　妄想癖の四十女に真の勇気と愛の糧を（第1・2話）
2. その弐　愛をはき違えたメガネのナルシストに氷の微笑を（第2・3話）
3. その参　いびつな大阪女に情熱のオクトパスを（第3・4話）

### スタッフ
- 主題歌 - 『明後日、ジャマイカ』小嶋陽菜[3]
- 監督・脚本 - タカハタ秀太
- 制作 - ROBOT
- 企画・製作 - KDDI、ROBOT
- コピーライト表記 - (C) 『続・言霊の女たち。』プロジェクト2011